# Clephydroneura cristata
Clephydroneura cristata är en tvåvingeart som beskrevs av H. Oldroyd 1938. Clephydroneura cristata ingår i släktet Clephydroneura och familjen rovflugor. Inga underarter finns listade i Catalogue of Life.